# Església de Sant Martí de Maldà
L'Església de Sant Martí de Maldà és l'església parroquial de Sant Martí de Maldà, al municipi de Sant Martí de Riucorb (Urgell), protegida com a bé cultural d'interès nacional, en la categoria de Monument Històric per la resolució del 2 de maig de 2017 on se li reconeix la declaració de monument historicoartístic on es delimita l'entorn de protecció a Sant Martí de Riucorb, una declaració que ja venia donada per la Resolució de 9 de maig de 1980 on es va incoar expedient de declaració de monument historicoartístic a favor de l'església de Sant Martí de Maldà:
"Acuerdo GOV/59/2017, de 2 de mayo, por el que se declara bien cultural de interés nacional, en la categoría de monumento histórico, la iglesia de Sant Martí de Maldà, en Sant Martí de Riucorb (Urgell), y se delimita su entorno de protección"
Al mateix temps que va ser declarada, també van entrar com a categoria de monument històric l'església de Santa Maria a Preixana i l'església de Vilalta a Vilanova de l'Aguda, juntament amb la delimitació del seu entorn respectiu al voltant de l'arquitectura.
L’església de Sant Martí de Maldà consta amb diferents singularitats com la portalada i del campanar i per les diferents pintures murals dels diferents artistes que van treballar al conjunt.
Es troba a Rocafort de Valbona sent municipi de la comarca d'Urgell, constituït el 1972 després de fusionar-se els pobles de Sant Martí de Maldà i Rocafort de Vallbona, amb els seus agregats del Vilet i Llorenç de Rocafort.

## Descripció

#### Planta i façana
És una església d'una nau amb capelles laterals i presbiteri poligonal. La nau és coberta amb volta de creueria, tipologia de cobriment no estranya a l'arquitectura catalana de la primeria del segle xvii. A l'exterior, és especialment notable la portalada d'estil barroc salomònic, obra de l'escultor de Tàrrega Pau Viala (1694), amb la col·laboració de Ramon Fabregat. La portada, composta a manera de façana-retaule, és emmarcada per dos cossos laterals sortints, amb columnes salomòniques bellament esculpides, coronats per frontons partits i units per un entaulament que sosté una fornícula amb un coronament similar de frontó de lluneta trencat. Hom creu que la portada fou afegida a una porta anterior.

La façana és barroca i es veurà preestablerta per marges marcats per l'església amb un toc hel·lenístic, marcat per una pauta escultòrica i de formes diverses, expostes per un dramatisme teatral. La imatge de cupid y els puttis, jugant amb animals i decoració vegetal exagerada, un estil que prefigura el rococó. Deixa de banda allò científic i se centra en un conjunt de la imatge i la realitat.

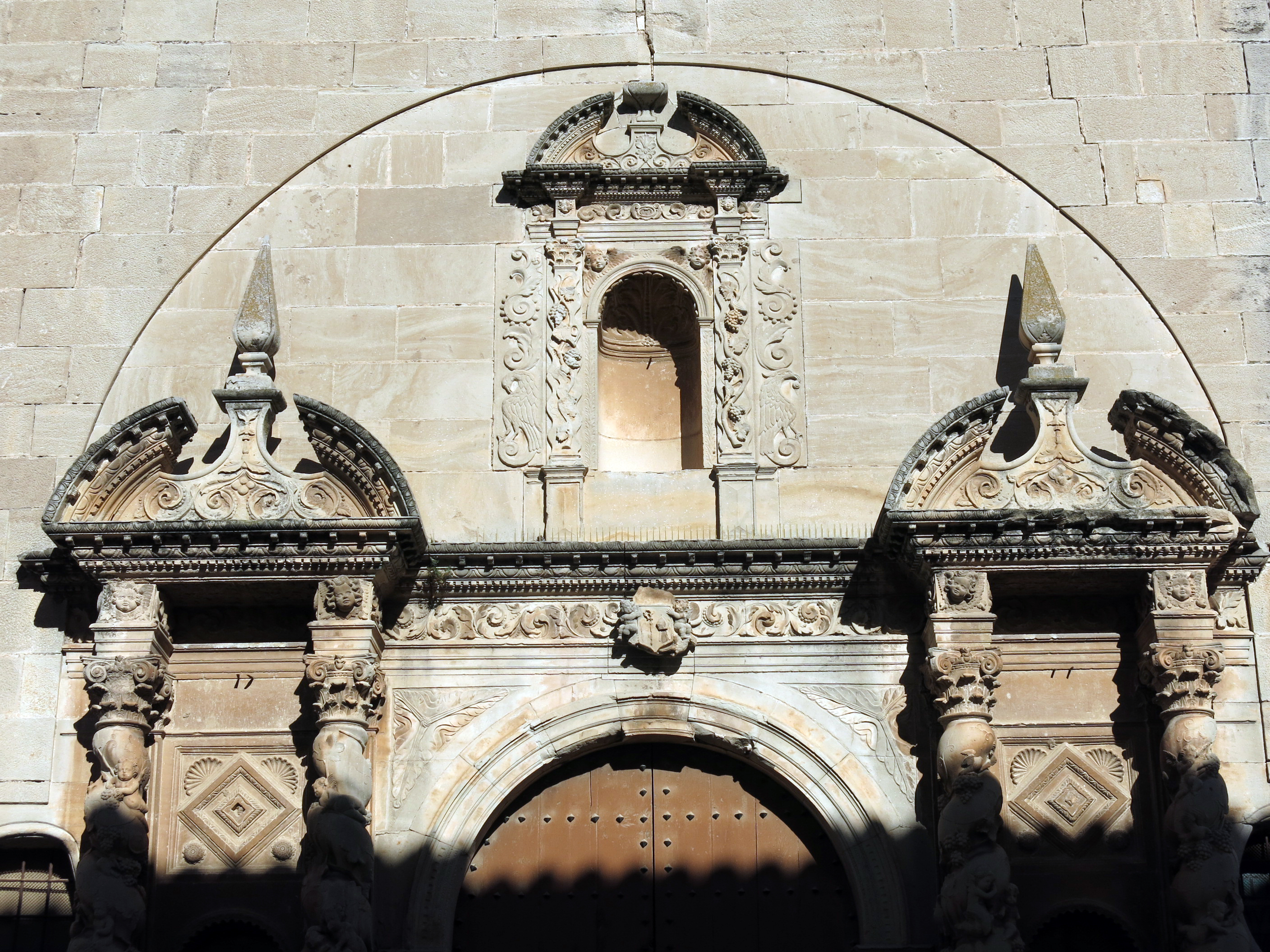
Església de Sant Martí de Maldà, detall ornamental de la façana

Estan decorades per angelets, raïms i van pallar. Entre els dos entablaments hi ha un fris amb motius on també abunden la decoració vegetal. S'hi evidencia l'escut dedicat al titular de l'església que era Sant Martí d' Tours el qual es veu representat amb un bacle i mitra.
Les columnes entre les seves acanaladures helicoidals presenten una acurada decoració escultòrica en alts relleus a mode de fulles de parra i raïms entre algun que altre putti fragmentat. Aquestes columnes emmarquen unes senzilles fornícules buides. La part central d'aquesta portalada es basa en una porta resolta en arc de mig punt lleugerament motllurada i sobre de la qual hi té una cornisa amb alts relleus vegetals. Centralment aquesta cornisa té una gran fulla sobresortida de parra a mode com d'escut. Al capdamunt coronant el conjunt s'hi troba una fornícula buida emmarcada per columnetes que sostenen un frontó semicircular.

#### Campanar
El contracte per construir aquesta obra es va signar davant del notari de Bellpuig, Josep Gili, l'any 1848. S'hi especificava que l'obra seria feta pels mestres de cases de Bellpuig, Josep i Bonaventura Palau, responsables de la última reforma en estil neoclàssic. El campanar data de 1868.
El campanar ressalta per la seva exagerada verticalitat en proporció a les mesures de l'església. Aquest campanar marca clarament la personalitat del perfil del poble deixant-se veure perfectament des de pobles veïns. És un campanar de planta vuitavada de costats escairats compost per trams superposats. El primer tram és llis i sense cap mena de decoració només s'hi percep una estereotomia molt regular. El segon tram és compost per finestrals allargassats en arcs de mig punt emmarcats per pilastres adossades. Aquestes obertures es troben a cada costat lateral del campanar. A la part superior hi ha una mena de llanternó amb una balustrada. Aquest llanternó es troba estructurat amb arcs de mig punt a cada costat dividits per columnes adossades que es transformen en la seva part baixa en principis de volutes i tot coronat per una falsa cúpula.
Tal com consta al BOE, es ressalta la importància del campanar i de la seva arquitectura en general, on a més es va veure afectat per la guerra civil:
"Durant la Guerra Civil es van destruir els béns mobles i tant el campanar com la capçalera de l'església van patir notables danys i van ser restaurats el 1943 pel arquitecte Ignaci de Villalonga. Totes aquestes característiques, especialment la singularitat de la portada i del campanar, li confereixen una representativitat en el context del patrimoni cultural de Catalunya que la fan mereixedora de ser protegida legalment i declarada com a Bé Cultual d'interès nacional. La situació d'aquest monument és una fita que configura una imatge paisatgística de interès dins el marc urbà, territorial i comarcal que li dona suport. Alhora, la relació entre aquest monument i l'espai físic on està situat ha establert un diàleg ambiental que al llarg del temps ha donat una gran entitat arquitectònica, emblemàtica i cultural a la població de Sant Martí de Maldà i al municipi de Sant Martí de Riucorb."

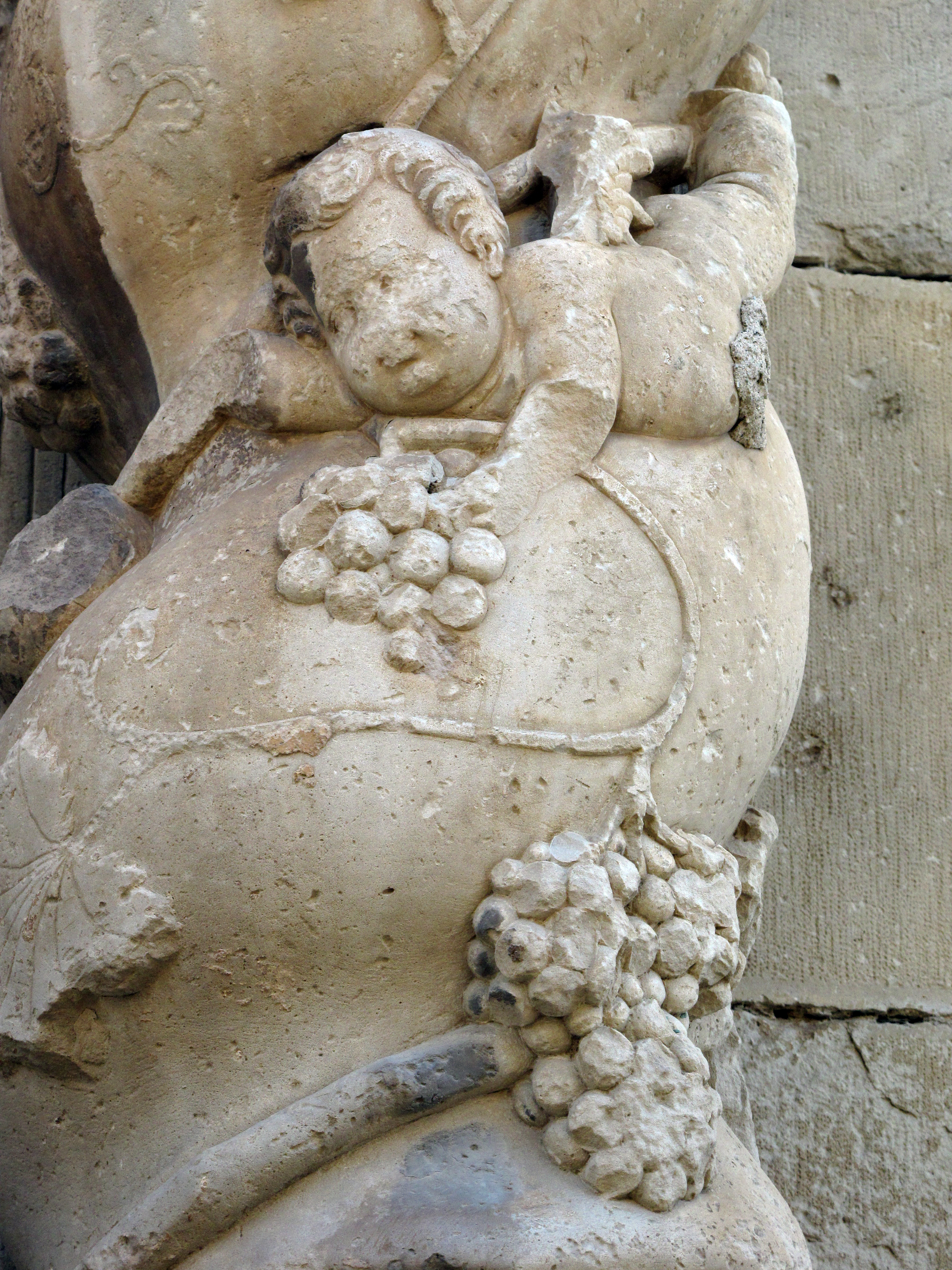
Detall ornamental de la façana

#### Pintura
Un dels artistes que va treballar en Sant Martí de Maldà va ser Joan LLobet i Martí. Nascut a L'Aigüet, va estudiar belles arts a Barcelona. Va realitzar diverses pintures per a decoracions de cases i pintures murals. També pintava en fusta, obres que decoraven diferents esglésies. Dins l'església de Sant Martí de Maldà una de les seves obres més signifcatives era un altar pintat i desmuntable. Aquest es col·locava davant de l'altar major de l'església parroquial. Pintat amb daurats i amb decoració que evidencien la tècnica i experiència de l'artista sobre la fusta. Recorda els teixits amb representacions de la passió, de l'antic testament, o soldats romans en la crucifixió. Entre un altre dels seus treballs més destacats va ser un monument semblant per a Setmana Santa, del poble proper de Vilet. Aquestes obres el van ajudar a fer-se conegut per la Vila.
Una època on Catalunya es decantava pel noucentisme Jaume minguell era l'altre artista que treballava a l'església. Originari de Tàrrerga on també estudia a escola d'arts i amb paisatgisme i també especialitzat en la pintura mural. El que va treballar es concentra a la zona que envolta el presbiteri hi ha una decoració mural, realitzades per l'artista l'any 1959. El que es representa és la vida de Sant Martí de Tours i representants de l'antic testament.
Demostra una bona mà que li ajuda a la proliferació i el domini que arriba a aconseguir amb les seves obres de art. A banda de les pintures de l'aquesta església pinta a l'església del Vilet L'església de Crist Rei Areus a l'Espluga Calba.

## Història
Estem en una època on se'ns presenta un tramit complex del que es coneix una estructura del món traidcional amb una estructura agrària i artesanal. Els primers passos cap a una cultura industrial, on el paper de l'església també s'està secularitzant. Els temes barrocs van cap a un enfocament més dramàtic però centrat en l ésser humà i la societat de consum. Pel que explica en les esglésies les temàtiques continuen amb la mateixa idea però les formes estilistiques seran dirigides cap al rococó.
L'església parroquial de Sant Martí conserva elements arquitectònics i escultòrics que la revelen com un nucli important de producció artística al llarg dels segles xvii i XVIII. Avui només ho palesen el seu campanar, obra de Jose p Prat (1774-79) i la façana, obra de l'escultor Pau Viala (1694), però en resten testimonis documentals de l'ornamentació escultòrica, que aplegava obres de Francesc Puig, Lleonard de Bellpuig (1688), Joan Llobera (1624), Isidre Espinalt (1696), Francesc Bonifaç i Jaume Padró (1784). L'edificació del temple fou començada el 1602, en substitució d'un edifici anterior, documentat almenys des del 1313, i s'allargà fins al 1668.
Al mateix lloc on actualment es troba edificada l'església parroquial nova estava situada la vella, que si bé no s'ha pogut esbrinar en quin temps fou construïda, almenys sabem que ja prestava servei l'any 1313.
A principis del segle xvii Sant Martí de Maldà sofria un gran creixement demogràfic, tot i que anys posteriors es van presentar dues crisis de moralitat en els anys 1476 i 1488, s'esdevenen en un període amb una escassetat de grans escomeses de la mort a tenor dels resultats fornits per les diverses localitats de la Conca i de l'Alt Camp. Concretament l'any 1602 es començà a construir la nova església; però les obres més importants s'efectuaren entre 1796 i 1798 que són les dates de la construcció de la façana i del campanar.
El campanar, projectat per l'arquitecte barceloní Josep Prat, autor de la capella de Santa Tecla de la seu de Tarragona i col·laborador en el projecte de la seu nova de Lleida, s'edificà entre 1774 i 1779. Fou construït pel mestre de cases Fèlix Borràs resident a Guissona.